# Vladimir Kaplan
Vladimir Mikhailovich Kaplan (rus. Владимир Михайлович Каплан; Gomel, 6 de janeiro de 1925 – Nova Iorque, 31 de agosto de 2000) foi um notável jogador de damas nas variantes russa e pool checkers. Em 1977, Kaplan imigrou da Rússia para morar na  cidade de Nova Iorque e, por volta de 1983, começou a jogar competitivamente pelos Estados Unidos. Recebeu o título de Grande Mestre Internacional (GMI) em 1982.
Sua esposa trabalhava como contadora em Wall Street e ajudava a financiar a sua profissão. 
Ele teria sofrido discriminação em competições internacionais por ser judeu.
Kaplan escreveu vários livros sobre o jogo.

## Livros
KUPERMAN, Iser; KAPLAN, Vladimir (1957). Načala i seredina igry v šaški. [S.l.]: Fizkulʹtura i sport. 364 páginas
KAPLAN, Vladimir (1980). Tournament Checkers. [S.l.]: Taplinger Publishing Company. 222 páginas. ISBN 9780800842055
KAPLAN, Vladimir (1983). The Art of American Pool Checkers. [S.l.: s.n.] 277 páginas. ISBN 9780961143602
KAPLAN, Vladimir (1984). The Tactics of American Pool Checkers. [S.l.: s.n.]
KAPLAN, Vladimir (1988). Play Checkers and Win. [S.l.: s.n.] 254 páginas
KAPLAN, Vladimir (1994). Strive to be Superior at American Checkers. [S.l.: s.n.] 214 páginas
KAPLAN, Vladimir (1996). American Checkers. The Middle of the Game. [S.l.: s.n.] 233 páginas
KAPLAN, Vladimir (1999). The Key to a Success at American checkers. Master the middle of the game. [S.l.: s.n.] 224 páginas